# Lucy (バンド)
Lucy（ルーシー）は、日本のロックバンド。ビクターインビテーション所属。

## メンバー
- 今井寿（いまい ひさし 1965年10月21日 - 、群馬県藤岡市出身）ギター、ボーカル
主にBUCK-TICKのギタリストとして活躍。藤井麻輝とのユニット、SCHAFTなどで活動。
- Kiyoshi（きよし 本名：本間清司 1964年6月3日 - 、千葉県船橋市出身） ギター、ボーカル
元media youth、hide with spread beaver。現在はmachine、Mad beavers、森重樹一のライブサポート等で活躍。
- 岡崎達成（おかざきかつしげ 1967年2月22日 、茨城県日立市出身） ドラム、マニピュレート、ボーカル
元M-AGE。現在はAGE of PUNK以外でもドラムアレンジ、その他アレンジャー、BUCK-TICKのリズム・プログラマー、Minimum Rocketsなど幅広く活動中。愛称は「かっちゃん」。

## 概要
- 飲み仲間の今井とKiyoshiが酒の席で「いっしょになんかやろう」と話していたのがきっかけ。2004年にBUCK-TICKの各メンバーがソロ活動に入ったのを機に本格的に活動を開始した。ドラマーに同じく飲み仲間の岡崎を誘い、現在に至る。
- バンドのテーマは「ロケン」。要はストレートなロックンロールのことであるが、彼らにとっては「ロケン」という言い方に拘りがあるようだ。これは最初から決まっていたわけではなく、1stアルバムのレコーディング中に自然と浮かんできたテーマだという。しかし、バンド結成時今井はデジロックをやると思っていたとインタビューで話している。
- バンド名の由来はルーシー・モノストーンから、Kiyoshiが命名。最初今井は「LUNA SEAと（響きが）カブる」とボヤいていた。

## 来歴
2004年
- 6月9日、1stアルバム『ROCKAROLLICA』をリリース。
- 6月18日、ライブツアー『Lucy Show』を開始（7月11日まで）。

2005年
- 10月21日、Lucy主催のライブイベント『Night of the hybrid』を開催。清春、惑星と共演（10月29日にも参加）。
- 10月30日、ライブ『Lucy LIVE 2005 Lucy Show』を開催。

2006年
- 3月26日、1stシングル『BULLETS-Shooting Super Star-』をリリース。
- 4月26日、2ndアルバム『ROCKAROLLICA II』をリリース。
- 5月13日、ライブツアー『Lucy Show 002』を開始（6月24日まで）。
- 5月17日、ライブツアー『Lucy Show 002』の追加公演開始（6月14日まで）。

2008年
- 11月3日、音楽と人主催で行われるライヴイベント“MUSIC ＆ PEOPLE”(横浜BLITZ)に出演。

## ミュージックビデオ
| 監督     | 曲名                                                      |
| 竹内鉄郎 | 「BULLETS-Shooting Super Star-」「DOUBLE BIG BANG」       |
| 林渉     | 「DOUBLE BIG BANG (LIVE Ver.)」「GAGA DISCO (LIVE Ver.)」 |